# St. Regis Hotel
Koordinaten: 40° 45′ 41″ N, 73° 58′ 29″ W
Das St. Regis ist ein Luxushotel an der Fifth Avenue in Manhattan in New York City, Vereinigte Staaten. Es ist Teil der Hotelkette St. Regis Hotels & Resorts, das von Marriott International betrieben wird. Das 1904 eröffnete Hotelgebäude steht unter Denkmalschutz.

## Beschreibung
Das Hotel steht an der Südostecke Fifth Avenue und 55th Street in Midtown Manhattan. Der Hoteleingang befindet sich in der East 55th Street und die Adresse lautet 2 East 55th Street. Jenseits der Fifth steht direkt gegenüber mit dem 1905 eröffneten The Peninsula New York ein weiteres Luxushotel. Schräg gegenüber befindet sich die Fifth Avenue Presbyterian Church.
Das Hotelgebäude wurde im Auftrag des Immobilienunternehmers John Jacob Astor IV vom Architekturbüro Trowbridge & Livingston entworfen und von 1901 bis 1904 errichtet. Das im Beaux-Arts-Stil erbaute 20-stöckige Hochhaus besitzt eine Fassade aus Kalkstein und ist, wie zu dieser Zeit üblich, in die drei horizontalen Abschnitte „Basis“, „Schaft“ und „Kapitell“ ähnlich einer antiken Säule unterteilt. 1928 wurde an der Ostseite ein von Sloan & Robertson entworfener Anbau fertiggestellt. Die Hotel beherbergt 171 Zimmer und 67 Suiten (Stand 2024), sowie auf insgesamt 4545 m² 15 Räume für Tagungen, des Weiteren ein Fitness-Center und ein Wellnessbereich. Gastronomische Einrichtungen sind die beiden Restaurants „Astor Court“ und „Adour by Alain Ducasse“ sowie die „King Cole Bar“.

## Geschichte

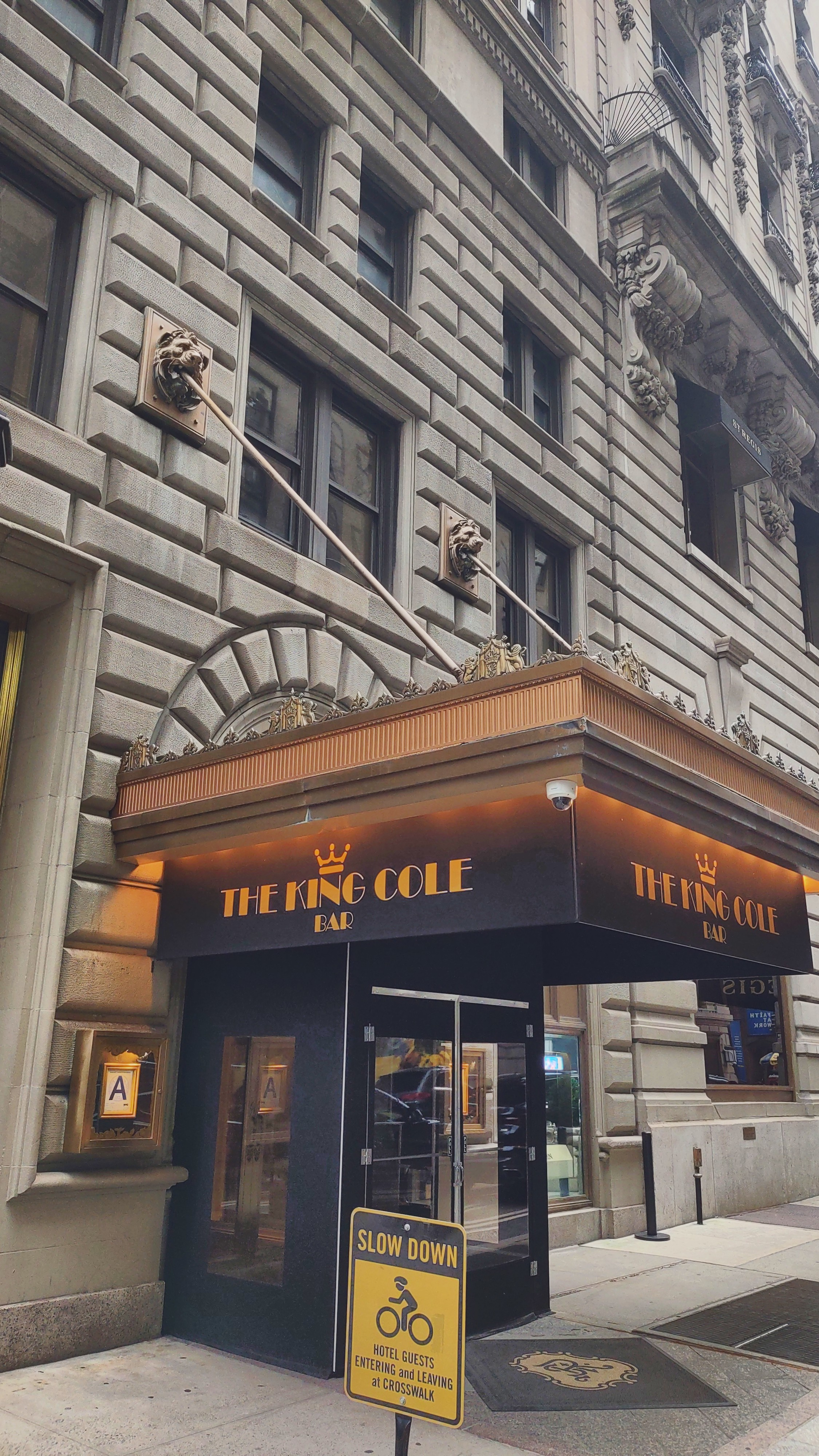
Eingang zur King Cole Bar

In den 1890er Jahren wurde John Jacob Astor IV Besitzer des Grundstücks, das sich damals noch in einer reinen Wohngegend befand. Er plante zunächst ein Wohnhaus, entschied sich aber bald für ein Hotel, das er Ende Dezember 1900 noch vor Baubeginn für 20 Jahre an den Hotelier Rudolph Haan verpachtete, mit Optionen auf drei Verlängerungen um jeweils 20 Jahre. Astors ursprünglicher Gedanke war, die kultivierte Atmosphäre, den besonderen Charme, den hervorragenden Service und die herzliche Gastlichkeit der Alten Welt in der Neuen fortleben zu lassen. Die Gäste sollen sich fühlen, als wären sie bei ihm zu Hause eingeladen. Die Bauarbeiten begannen Anfang 1901 und am 4. September 1904 fand die Eröffnung des Hotels statt. Die Ausstattung der damals 182 Zimmer und 74 Suiten umfasste speziell angefertigtes Mobiliar im Stil Louis XIV, Wandvertäfelungen, Stuckdecken und Marmorbäder. Das St. Regis erhielt seinen Namen von einem exklusiven Resort am Upper St. Regis Lake in den Adirondack Mountains.
Alle Zimmer wurden mit Feueralarmsystem, einer Zentralheizung und einem Luftkühlungssystem ausgestattet. Die Raumtemperatur konnte individuell eingestellt werden. Es wurden auch Telefone in allen Zimmern installiert. Ein auf den Fluren befindliches Postrutschensystem beförderte Briefe auf direktem Weg in die Lobby. Um das Reinigen der Zimmer schnell und effektiv zu gestalten, erhielt das Haus eines der ersten zentralen Staubsaugersysteme. Die Zimmermädchen brauchten lediglich einen Schlauch an die Wandvorrichtung anzuschließen. Astors Philosophie war es, dass jeder Gast sein Zimmer so vorfinden sollte, als wäre er der erste Besucher. Die seidenen Wandbespannungen und Antiquitäten verliehen den Zimmern eine sehr persönliche und individuelle Note. Ein Butlerservice steht auch heute noch auf allen Etagen zur Verfügung. Zur Eröffnung 1904 soll es im Hotel 47 Steinway-Flügel gegeben haben. Die öffentlichen Räume wie Bars und Restaurants fielen im Vergleich zu der Größe des Hotels recht klein aus. Dies wurde als Zeichen gedeutet, dass Astor die großen Mengen der New Yorker High Society aus der Peacock Alley im Waldorf-Astoria oder der Lobby des anderen Astor Hotels am Times Square nicht in seinem eleganten St. Regis Hotel haben wollte. Auf dem Dach wurde ein im japanischen Stil eingerichteter Sommergarten eröffnet. Des Weiteren verfügte das Hotel über eine Terrasse an der Fifth Avenue, welche 1911 bei der Verbreiterung der Straße abgerissen werden musste.
John Jacob Astor ertrank 1912 als Passagier in Parlour-Suite C 62/64 beim Untergang der Titanic. Nach Astors Tod führte sein Sohn Vincent Astor (1891–1959) das Hotel weiter und verkaufte es 1927 an die Firma Duke Management. Diese ließ das Hotel um einen am 1. Juli 1928 eröffneten Anbau mit Dachgarten erweitern, wodurch sich die Zimmeranzahl auf 615 erhöhte. 1935 kaufte Vincent Astor das Hotel zurück und veranlasste einen Umbau und eine umfangreiche Renovierung des Hotels, die im Juni 1937 abgeschlossen wurden. Unter anderem wurden die Restaurants umgestaltet, der Dachgarten wiedereröffnet und zahlreiche Zimmer erhielten eine Klimaanlage. Nach Vincent Astors Tod 1959 gab es mehrere Besitzerwechsel, ehe im Jahre 1966 ITT Sheraton die Führung des Hotels übernahm.
Im Jahre 1988 schloss das St. Regis Hotel New York zwecks einer dreijährigen Renovierung unter Architekt David Beer. Neben der Renovierung der Außenfassade wurden die Bars, Restaurants und Konferenzräume neu gestaltet. In vielen öffentlichen Räumen sowie der Lobby musste Asbest entfernt werden. Eine besondere Herausforderung stellte die Suche nach gleichfarbigem Marmor dar, welcher im Original vor 90 Jahren direkt aus Italien geliefert wurde. Um die einzelnen Zimmer zu vergrößern, wurden aus ehemals 557 Zimmern nun 313 Zimmer und 52 Suiten (darunter fünf Designer-Suiten: Oriental Suite, Christian Dior Suite, Tiffany Suite, Imperial Suite und Presidential Suite) gemacht. An der Seite zur Fifth Avenue entstanden vier Geschäfte (St. Regis Boutique, Bijan, Godiva und Christian Dior). Bei der Wiedereröffnung im Jahre 1991 wurde das Restaurant „Lespinasse“ eröffnet.
Starwood Hotels & Resorts übernahm im Februar 1998 ITT Sheraton für 14,3 Milliarden US-Dollar mit den Marken Sheraton, Four Points by Sheraton und The Luxury Collection und damit auch das The St. Regis New York.
Im Jahre 2005 wurde das St. Regis von den Lesern der Zeitschrift Institutional Investor zum Besten Business Hotel der Welt gewählt. Im gleichen Jahr wurden 59 der 313 Hotelzimmer während Umbauarbeiten zu 24 Eigentumswohnungen und 22 Eigentums-Hotel-Einheiten umgebaut. Die Apartments befinden sich auf der zehnten und elften Etage, die Studios auf der achten und neunten. Die 22 Studios wurden unter dem Namen St. Regis Residence Club ab einem Kaufpreis von 1,6 Millionen US-Dollar angeboten. Das St. Regis folgte damit einem Trend wie schon das nahe gelegene Plaza Hotel, welches einen Großteil seiner Hotelzimmer zu Eigentumswohnungen umbauen ließ. 2006 wurde das St. Regis Hotel vom Mobil-Reiseführer mit Fünf Sternen ausgezeichnet und erhielt zudem zum 15. Mal in Folge die Auszeichnung Fünf Diamanten des Amerikanischen Automobilclubs.
Marriott International erwarb 2016 Starwood Hotels & Resorts einschließlich des St. Regis New York. Im November 2019 kaufte die Qatar Holding (QIA) das St. Regis New York für 310 Millionen US-Dollar und verpachtete es an Marriott, die das Hotel weiter betreiben. Die New Yorker Landmarks Preservation Commission (LPC) erklärte am 1. November 1988 das St. Regis zum Wahrzeichen der Stadt.

## Lespinasse
Jeanne Julie de Lespinasse (1732–1776) war eine französische Salonnière. Sie war namensgebend für das Restaurant „Lespinasse“. Bei der Eröffnung 1904 lag das erste Restaurant an der Fensterfront zur 55th Street. Ganz im französischen Stil, in Vanillefarbe und Gold gehalten, serviert das Lespinasse seit seiner Eröffnung 1991 französische Küche und Weine. Anfangs nicht sonderlich erfolgreich, wurde das Lespinasse erst bekannt, nachdem Chef Gray Kunz vom Restaurant Adrienne im benachbarten Peninsula Hotel in das Lespinasse wechselte. Im Jahre 1999 verließ Chef Kunz das St. Regis und eröffnete das CafeGray im damals neuen Time Warner Center, dem heutigen Deutsche Bank Center am Columbus Circle. Im März 2007 wurde das „Lespinasse“ unter Alain Ducasse zum „Adour by Alain Ducasse“. Ducasse schloss sein bisheriges Restaurant im Essex House.

## King Cole Bar
Die King Cole Bar ist mit Kirschholzmöbeln und Stühlen im Stil des 19. Jahrhunderts eingerichtet und war lange Zeit Manhattans größte und eleganteste Bar. Bei Eröffnung des Hotels trug die Bar den Namen „The St. Regis Bar“. Später erhielt die King Cole Bar ihren Namen von dem Gemälde Old King Cole von Maxfield Parrish (1870–1966) aus dem Jahre 1920, welches an der Rückseite hinter der Bar zu sehen ist. Das Gemälde hing vorerst im The Knickerbocker Hotel am Times Square, bevor es im St. Regis seinen heutigen Platz fand.
In den 1920er Jahren wurde die erste Bloody Mary im Ritz Hotel in Paris von Fernand Petoit gemixt. Petoit kam in den 1930er Jahren in die King Cole Bar des St. Regis Hotels und stellte dort seinen neuen Drink vor. Das Hotel wollte den Drink ursprünglich „Red Snapper“ nennen, setzte sich jedoch nicht durch. Seitdem trug der würzige Drink den Namen Bloody Mary und wurde weltweit bekannt.

## Galerie

Hotelzeichnung von 1904
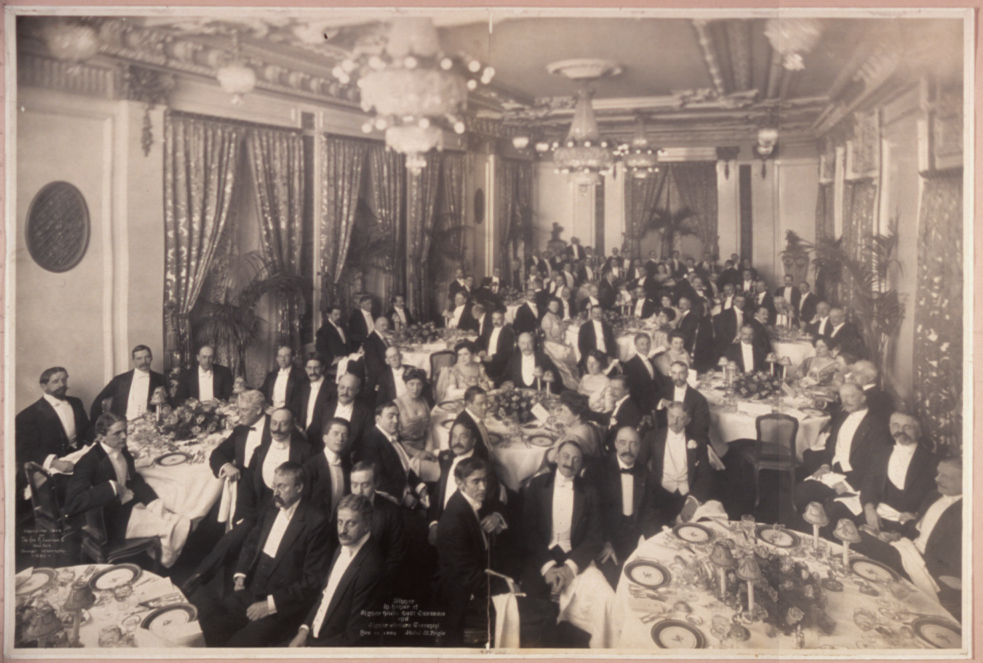
Dinner im Hotel St. Regis (1908)
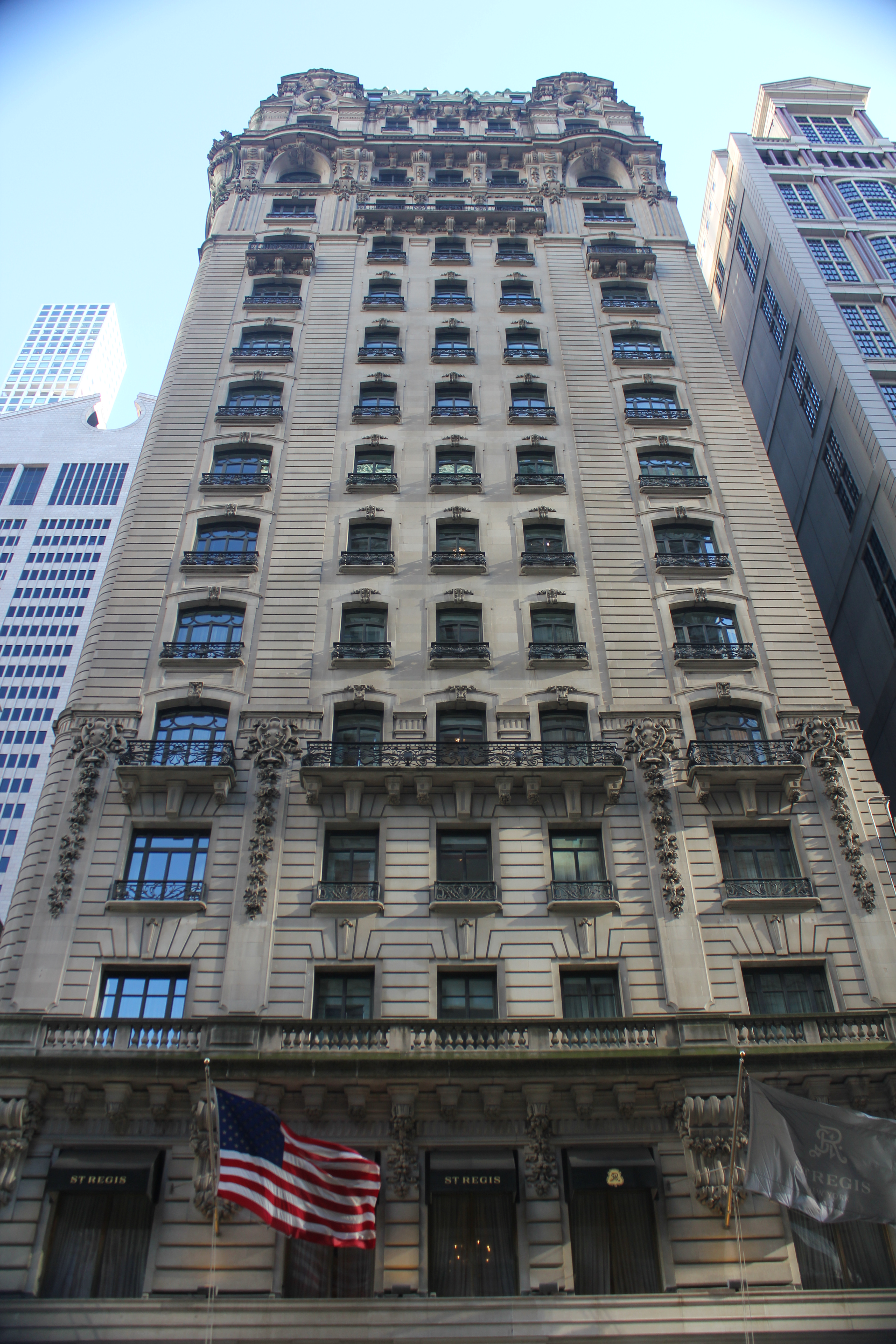
Die Fassade an der Fifth im Jahr 2022
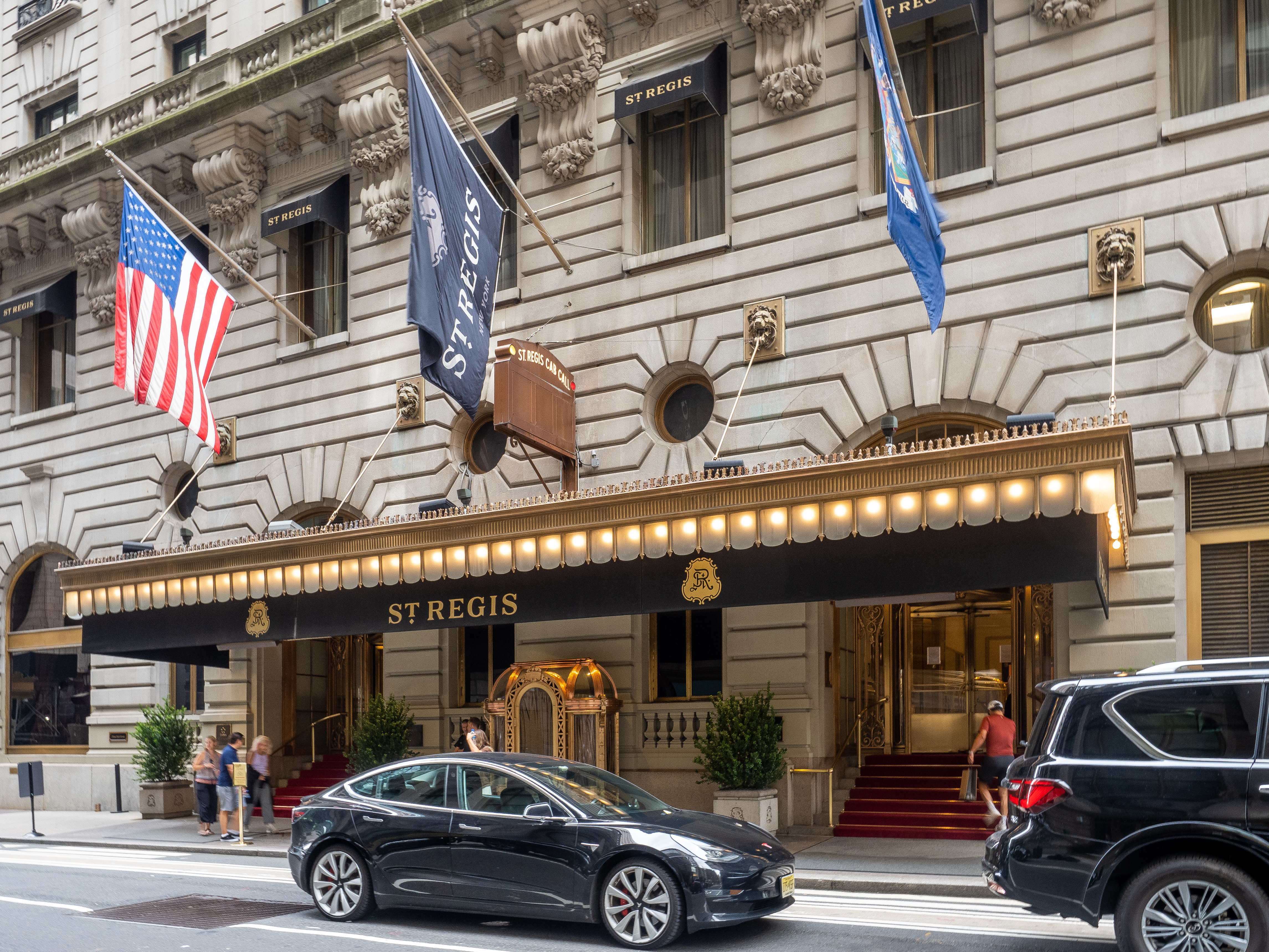
Hoteleingang in der 55th Street am 21. August 2021
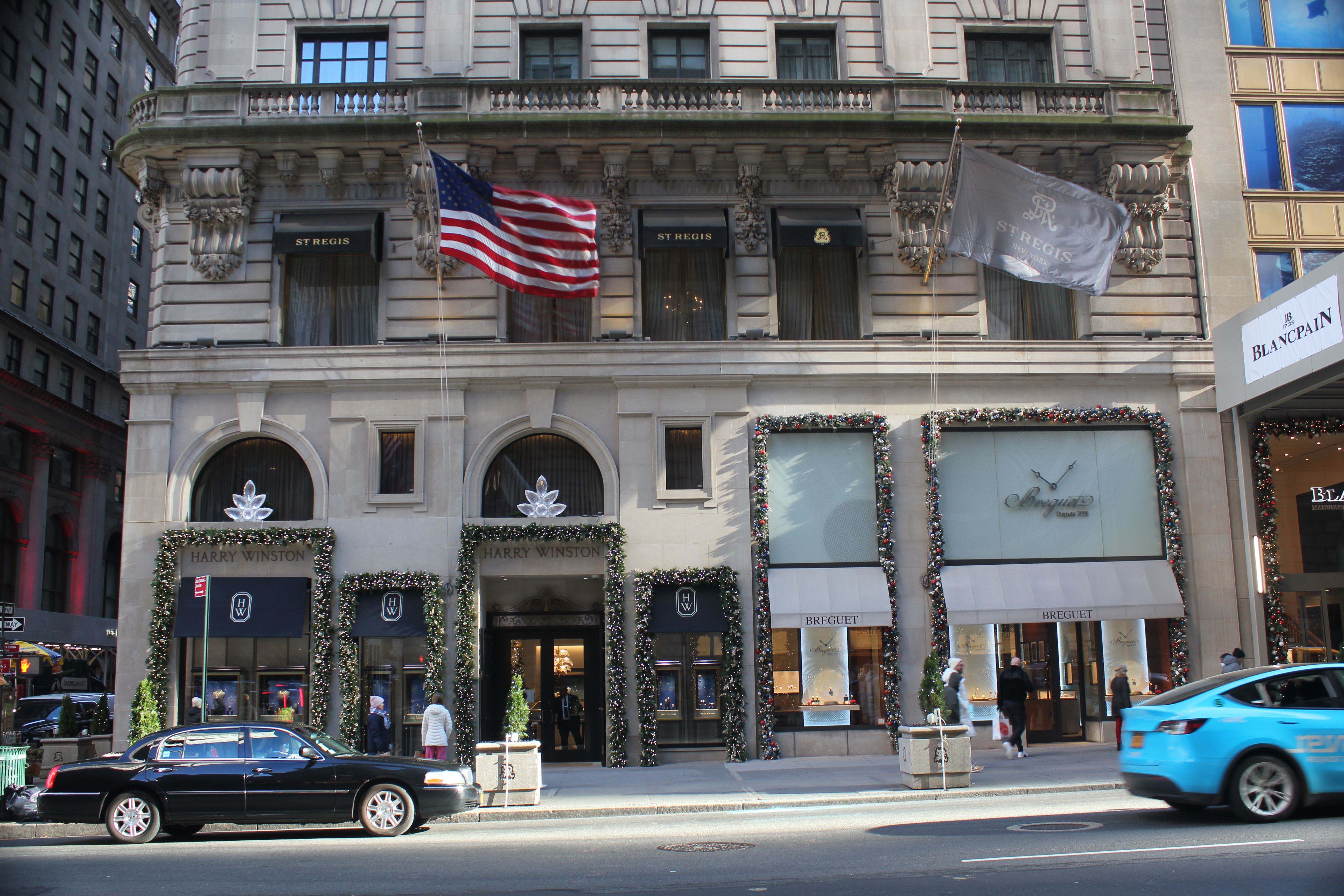
Die Geschäfte an der Fifth Avenue
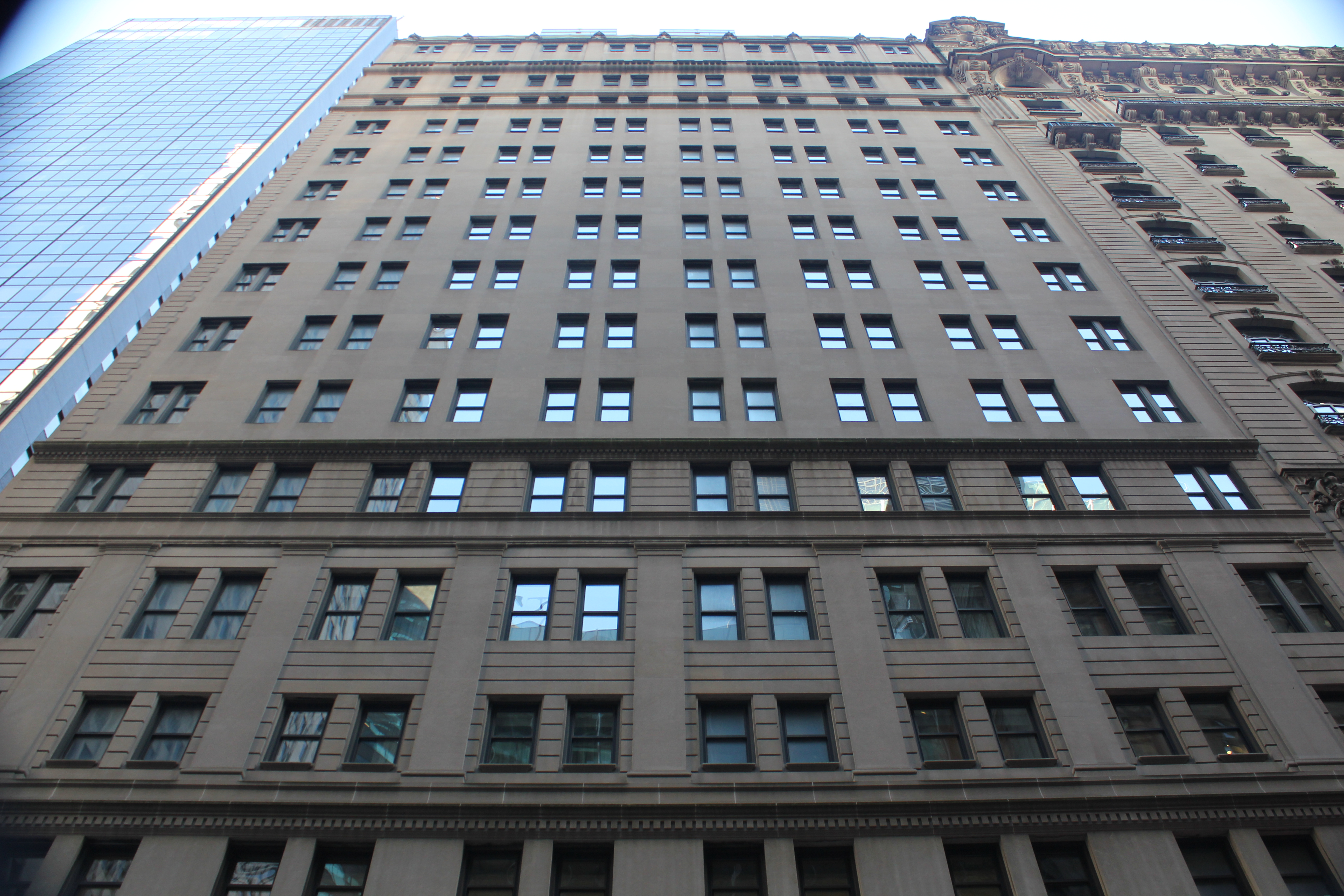
Der Anbau von 1928

## St. Regis Hotels & Resorts
Der frühere Betreiber Starwood Hotels & Resorts mit Hauptsitz in White Plains begann 1999 mit der Bezeichnung St. Regis Hotels & Resorts als Markenzeichen (Branding) seine besten Hotels in einer eigenen Hotelkette zu vereinen.
Das erste Hotel, das dem New Yorker Flaggschiff folgte, war das The St. Regis Washington, D.C. in Washington, D.C. Kurz danach folgte das The St. Regis Aspen in Aspen Anfang 1999. Das St. Regis in Rom wurde das Erste in Europa. Weitere St. Regis Hotels befinden sich u. a. in Chicago (The St. Regis Chicago), Houston, Toronto (The St. Regis Toronto), Peking, Los Angeles, Shanghai, Singapur, London und auf Mallorca. Als erste Dependance in Osteuropa entstand in Belgrad bis 2024 mit dem Belgrade Tower ein St. Regis Hotel sowie Luxus-Wohnquartiere.